# Veli Rat
Veli Rat (italsky Punte Bianche) je malá vesnice a přímořské letovisko v Chorvatsku v Zadarské župě, nacházející se na ostrově Dugi otok, spadající pod opčinu Sali. V roce 2011 zde žilo celkem 60 obyvatel. V roce 1991 většinu obyvatelstva (95,71 %) tvořili Chorvati.
Sousedními vesnicemi jsou Božava, Dragove, Soline a Verunić. Nejdůležitější dopravní komunikací je silnice D109.